# يفغيني زوباريف
يفغيني زوباريف (بالروسية: Зубарев, Евгений Викторович)‏ هو لاعب كرة قدم روسي في مركز الدفاع، ولد في 2 فبراير 1967. لعب مع FC Ratusha Kamianets-Podilskyi ‏.